# Bataille de San Isidro
La Bataille de San Isidro est un affrontement armé qui se produisit entre les troupes de Pancho Villa et les troupes américaines dans la ville de San Isidro État de Chihuahua le matin du 9 mars 1916 durant l'Expédition punitive contre Pancho Villa. Les Américains y perdirent 93 morts, eurent 34 blessés et laissèrent 110 fusils Mauser.

## Sources
- Pelaez Ramos, Gerardo (2007). La Expedición Punitiva. (Revista Forum, No. 164 edición). México.